# آرون لاکت
آرون لاکت (انگلیسی: Aaron Lockett; ۱ دسامبر ۱۸۹۲ – ۱۰ فوریهٔ ۱۹۶۵) بازیکن فوتبال اهل بریتانیا بود.
از باشگاه‌هایی که در آن بازی کرده‌است می‌توان به باشگاه فوتبال استوک سیتی، باشگاه فوتبال استافورد رانجرز و باشگاه فوتبال پورت ویل اشاره کرد.